# دبب الأساطير
دبب الأساطير (بالإنجليزية: Adventures of the Gummi Bears) هو مسلسل رسوم متحركة أمريكي من نوع الخيال العلمي من تأليف جيمين ماجون وإنتاج شركة ديزني تيليفشن أنيمايشن. المسلسل مستوحى بشكل فضفاض من حلوى الدببة المطاطية، تدور أحداث المسلسل في عالم خيالي من أراضي العصور الوسطى والسحر، ويركز على حياة ستة كائنات غامضة تُعرف باسم "غومي بيرز". يركز المسلسل على مآثر الشخصيات الرئيسية، حيث يواجهون سلسلة من المشاكل، ويساعدون أصدقائهم من البشر، ويُحبطون خطط شخصيات شريرة مختلفة. تتألف الحلقات إما من قصة واحدة، أو قصتين مدة كل منهما 11 دقيقة.

## وصلات خارجية
- دبب الأساطير على موقع IMDb (الإنجليزية)
- دبب الأساطير على موقع روتن توميتوز (الإنجليزية)
- دبب الأساطير على موقع كينوبويسك (الروسية)
- دبب الأساطير على موقع ألو سيني (الفرنسية)
- دبب الأساطير على موقع قاعدة بيانات الفيلم (الإنجليزية)